# Lajos Steiner
Lajos Steiner (Oradea, Hongria, 14 de juny de 1903 - Castlecrag, Austràlia, 22 d'abril de 1975) va ser un Mestre Internacional d'escacs hongarès-australià. Varen ser també destacats escaquistes el seu germà Endre Steiner i el seu cosí Herman Steiner.

## Biografia
Lajos Steiner va ser un dels quatre fills de Bernat Steiner, professor de matemàtiques i bon jugador d'escacs, que el 1907, en el Torneig Nacional d'Hongria disputat a Székesfehérvár, va vèncer a un jove Richard Réti i a Leó Forgács.
Steiner va estudiar a la Universitat Tècnica de Budapest i el 1926 va obtenir la seva llicenciatura en Enginyeria Mecànica. Va obtenir el títol de Mestre a l'edat de dinou anys. El 1923, va atreure l'atenció quan va quedar empatat 4t-5è amb Ernst Grünfeld en el Memorial Carl Schlechter. Quatre anys més tard, el 1927, va guanyar un torneig en Schandau i va aconseguir a Kecskemét un dels seus majors assoliments: quedar només mig punt per darrere del campió mundial Aleksandr Alekhin, empatat amb Aron Nimzowitsch. Un any més tard, a Berlín el 1928, a l'aniversari del Club d'Escacs de Berlín, va guanyar a Nimzowitsch i Grans Mestres com Réti, Savielly Tartakower i Iefim Bogoliúbov. En el Campionat del Món Amateur d'aquest mateix any va acabar 12è de 16 participants.
Cap al final de la dècada de 1920, Steiner va treballar durant dos anys com a enginyer als Estats Units i al seu retorn a Hongria, el 1931, va guanyar el seu primer Campionat hongarès i va fer bons els resultats també en els torneigs d'Ostrava 1933 (2n, després d'Ernst Grünfeld), Maribor 1934 (1r, juntament amb Vasja Pirc) i Viena 1935 (1r, juntament amb Erich Eliskases) i a Viena 1938 (1r).
També mereix destacar el 4t-5è lloc obtingut en el Torneig de Viena el 1923, el 2n lloc en el Torneig de Budapest el 1925 (per darrere de Sándor Takács). El 1929, va aconseguir ser 2n en el Torneig de Bradley Beach. El 1932/33, va aconseguir ser 3r-4t en el Torneig de Hastings (el campió fou Salo Flohr). El 1935, va ser 5è-6è en el Torneig de Łódź (victòria de Savielly Tartakower) i va acabar 4t a Tata (el campió fou László Szabó). El 1936, va guanyar (amb Miguel Najdorf, fora de concurs), a Budapest el campionat hongarès. El 1937, va ser 2n a Brno i 3r a Sopot. El 1937/38, va guanyar el 20è Memorial Trebitsch a Viena. El 1938, va acabar 3r-4t a Ljubljana, amb triomf de Borislav Kostić. El 1938, va ser 8è-9è a Łódź (el campió fou Pirc).
Va representar Hongria en quatre Olimpíades d'escacs:
1. El 1931, va jugar en el segon tauler la quarta Olimpíada a Praga (10 -3 = 4).
2. El 1933, també en el segon tauler, la cinquena Olimpíada a Folkestone (-4 +5 = 5).
3. El 1935, va jugar en el primer tauler la sisena Olimpíada a Varsòvia (-4 +7 = 7).
4. El 1936, va jugar en el segon tauler la tercera Olimpíada no oficial a Múnic (+13 -2 = 5).

Va guanyar la medalla de bronze individual a Praga, i la medalla d'or per equips i medalla de d'argent individual a Múnic.
El 1936, Steiner va fer una gira per Austràlia i va participar en el Campionat Nacional fora de concurs, guanyant totes les partides. Al març de 1939 es va instal·lar a Sydney i es va casar uns mesos més tard amb Augusta Edna Kingston, que havia guanyat el campionat femení de Nova Gal·les del Sud en sis ocasions. Steiner va trobar feina com a dibuixant tècnic i es va nacionalitzar australià el 1944. Steiner va guanyar en nou de deu participacions en el Campionat de Nova Gal·les del Sud (1940/41, 1943, 1944, 1945/46, 1953, 1955 i 1958) i quatre vegades de sis participacions en el Campionat d'Austràlia (1945, 1946/47, 1952/53 i 1958/59). A més, es va classificar pel Interzonal d'Estocolm el 1948 i el 1950 va obtenir el títol de Mestre Internacional.
Després del final de la Segona Guerra Mundial, Steiner va tornar a Europa uns anys per competir en tres torneigs d'escacs. Va recopilar la seva experiència en el llibre Kings of the Chess Board, editat el 1948.